# رونالد اسنوک
رونالد اسنوک (انگلیسی: Ronald Snook؛ زادهٔ ۵ مهٔ ۱۹۷۲) قایقران روئینگ، و دامپزشک اهل استرالیا است.